# Roth-Krnka M.7
Roth-Krnka M.7 (tudi Roth-Steyr) je polavtomatska pištola, ki jo je razvil češki izumitelj Karel Krnka. Ime je dobila po tovarni nabojev, kjer so razvili 8 mm naboj zanjo (Georg Roth) in po njenem češkem izumitelju. Bila je prva polavtomatska pištola, ki jo je v redno oborožitev uvedla katera od takratnih velesil. Najprej jo je uporabljala avstroogrska konjenica, kasneje pa je prišla tudi v roke drugih kopenskih sil in mornarice.

## Razvoj
Avstroogrski Tehnični vojaški komite (Technisches Militärkomitee) je leta 1890 preizkusil pištolo Laumann, ki jo je bilo za vsak strel ročno repetirati. Ta nova zasnova ni predstavljala nobene prednosti pred takratnim revolverjem Rast & Gasser M.98, ampak kvečjemu nazadovanje. Brata Schönberger sta Laumannovo pištolo nekoliko predelala in iz nje razvila prvo pravo samopolnilno pištolo, imenovano Schönberger-Laumann M1892. Teh je orožna tovarna v Steyrju izdelala nekaj deset, nekaj jih je v letih 1892 in 1893 preizkušal tudi Tehnični vojaški komite.
Poleg Schönberger-Laumannove pištole je Tehnični vojaški komite istočasno testiral tudi samokres, ki ga je konstruiral Hugo Borchardt; Borchardt C93. Uporabljal je t. i. kolenasti zaklep, bil je tudi predhodnik bolje poznanega Lugerja. C93 je bil prvi samokres, ki se je pojavil v serijski proizvodnji. Na začetnih testih je bila prisotna tudi pištola majorja von Kromarja, leta 1894 pa sta se testiranju pridružili tudi pištoli Georga Domusa in Ferdinanda Mannlicherja (Mannnlicher M1894). Po teh dveh je sledila še pištola Roth-Krnka, katere konstruktor je bil Čeh Karel Krnka, njeni patenti pa so pripadali tovarni nabojev Georg Roth.
Terenski testi so leta 1897 pokazali, da je najobetavnejša pištola Roth-Krnka model 1895. Njen zaklep se je blokiral z obračanjem cevi, imela je tudi sprožilec dvojnega delovanja. Leta 1902 so testirali tudi pištolo Luger (moderno različico Borchardtove C93). S to pištolo kalibra 7,65 mm niso bili zadovoljni, češ da je preveč zapletena za vojaško rabo. V tem času je Krnka dodelal svojo konstrukcijo in ji dodelil ime model 1904. Ta konstrukcija je bila že zelo podobna Roth-Steyrju kot ga poznamo danes, imela pa je tudi ročno varovalko in starinski obroč za vrvico na dnu ročaja.

## Uvedba
5. decembra leta 1907 je le prišlo do uradnega sprejema polavtomatske pištole v avstroogrsko vojsko. Uradno poimenovanje te pištole je bilo 8 mm Repetierpistole M.7 (repetirna pištola M.7). V tem primeru repetirna pištola ne pomeni, da je pištolo za vsak strel ročno repetirati, ampak gre za pravo samopolnilnilko, ki se repetira sama, z uporabo smodniških plinov. Izvršni ukaz o uvedbi v standardno oborožitev vojske je bil izdan 18. avgusta leta 1908. Serijska proizvodnja pišol M.7 se je pričela v poslovnem letu 1908/1909, v svetovno priznani orožarni Steyr. Tovarna iz Steyrja je do leta 1913 dobavila 58.336 kosov, poleg nje pa je bilo v budimpeški tovarni med letoma 1911 in 1912 proizvedenih vsaj 25.000 dodatnih.
Po pregledu, ki so ga opravili dunajski orožni inšpektorji je bil na zadnji del pištole vtisnjen sprejemi žig (npr. W-n  11). Najprej so samokrese dobile konjeniške enote, ki so pred tem še vedno uporabljale zastarele revolverje Gasser M1870 in Gasser M1870/74, ki so uporabljali 11 mm naboje polnjene še s črnim smodnikom. Sledili so ji še drugi rodovi kopenske vojske, ki so bili že delno opremljeni z novejšimi revolverji Rast & Gasser M.98. Kot zadnja je svoje zastarele revolverje Gasser M1870 nadomestila vojna mornarica.
Med prvo svetovno vojno klub primanjkovanju orožja proizvodnja ni bila obnovljena predvsem zato, ker je bila v Steyrju v polni proizvodnji rahlo sodobnejša, za izdelavo preprostejša in nekoliko učinkovitejša Steyr M.12. Prav tako je bilo v budimpeški tovarni FÉG, kjer so po prenehanju izdelave M.7 pričeli z izdelavo pištole Frommer Stop domačega konstruktorja Rudolfa Frommerja.

## Uporabniki
- Prva avstrijska republika: Leta 1938 je bilo v avstrijskem arzenalu skupno 2409 pištol M.7.[3]
- Avstro-Ogrska[2]
- Kraljevina Italija
- Kraljevina Jugoslavija
- Država SHS: Uporabljene v boju za severno mejo.[4]

- Slovenski partizani[5]